# Geraldo Majela Reis
Geraldo Majela Reis (Conselheiro Lafaiete, 28 de agosto de 1924 – Conselheiro Lafaiete, 27 de maio de 2004), foi um prelado brasileiro da Igreja Católica, que foi bispo de Três Lagoas e arcebispo de Diamantina.

## Biografia
Recebeu a ordenação presbiteral em 27 de novembro de 1949. Foi pároco em Nossa Senhora da Boa Viagem, em Itabirito e reitor do Seminário Maior São José de Mariana, nomeado em 20 de fevereiro de 1967.
Em 3 de janeiro de 1978, foi nomeado pelo Papa Paulo VI como bispo da recém erigida Diocese de Três Lagoas. Recebeu a ordenação episcopal em 30 de março seguinte, na Catedral de Mariana, de Dom Oscar de Oliveira, arcebispo de Mariana, coadjuvado por Dom José Lázaro Neves, C.M., bispo emérito de Assis e por Dom Antônio Barbosa, S.D.B., bispo do Campo Grande.
Em 3 de fevereiro de 1981, foi elevado pelo Papa João Paulo II a arcebispo da Arquidiocese de Diamantina. Exerceu o cargo até 14 de maio de 1997, quando teve sua renúncia aceita.
Morreu em 27 de maio de 2004, em Conselheiro Lafaiete.